# ماتيو دارميان
ماتـّيو دارميان (Matteo Darmian)، (ولد بلنيانو بمقاطعة ميلانو، 2 ديسمبر 1989)، لاعب كرة قدم إيطالي دولي ولاعب إنتر ميلان.
يلعب في مركز الظهير الأيمن، وقد بدأ مسيرته الكروية مع نادي إيه سي ميلان في عام 2006 لم يكن جيدا بما فيه الكفاية مع النادي نظرا إلى صغر سنه، وفي عام 2009 أعير إلى نادي بادوفا لاكتساب الخبرة ولم يقضي معهم إلا موسم واحد فقط، وفي عام 2010 انتقل إلى نادي تورينو، أظهر الظهير الأيمن الإيطالي في ناديه الجديد مهارات جميلة ليستدعيه مدرب المنتخب الإيطالي أنطونيو كونتي ليصبح لاعبا دوليا منتخب إيطاليا الأول، و يصبح واحدا من تشكيلة المنتخب في كأس العالم في البرازيل 2014، وفي عام 2015 انتقل إلى مانشستر يونايتد.
في 5 أكتوبر 2020 ، انضم دارميان إلى إنتر ميلان على سبيل الإعارة لمدة موسم. إنتر ملزم بجعل الانتقال دائمًا مقابل 1.8 مليون جنيه إسترليني في نهاية فترة الإعارة.

## الإنجازات
مانشستر يونايتد
- كأس الاتحاد الإنجليزي: 2016
- كأس الرابطة الإنجليزية: 2017
- الدوري الأوروبي: 2017

 إنتر ميلان
- الدوري الإيطالي : 2021[6]

 إسي ميلان
• دوري أبطال أوروبا 2006–07

## روابط خارجية
- ماتيو دارميان على موقع IMDb (الإنجليزية)
- ماتيو دارميان على موقع الاتحاد الدولي (مؤرشف)  (الإنجليزية)
- ماتيو دارميان على موقع الاتحاد الأوربي (الإنجليزية)
- ماتيو دارميان على موقع إي إس بي إن إف سي (الإنجليزية)
- ماتيو دارميان على موقع قاعدة بيانات كرة القدم.إي يو (الإنجليزية)
- ماتيو دارميان على موقع ليكيب (الفرنسية)
- ماتيو دارميان على موقع ناشيونال فوتبول تيمز (الإنجليزية)
- ماتيو دارميان على موقع Soccerbase.com (لاعب) (الإنجليزية)
- ماتيو دارميان على موقع Soccerway.com (الإنجليزية)
- ماتيو دارميان على موقع عالم كرة القدم.نت (الإنجليزية)
- ماتيو دارميان على موقع كووورة